# Krzysztof Kokoryn
Krzysztof Kokoryn (* 5. Dezember 1964 in Szczytno) ist ein polnischer Maler und Filmemacher. Sein Vater war der Künstler Jan Kokoryn (1935–2019), seine Schwester ist die Malerin Olga Kokoryn (* 1966). Er studierte ab 1992 Malerei an der Warschauer Akademie der Bildenden Künste unter den Professoren Rajmund Ziemski (Malerei) und Czesław Radzki (Zeichnung). Kokoryn stellt in Galerien im In- und Ausland aus. Er ist auch als Autor und Produzent von Trickfilmen (Märchen, Musikvideos und Teaserfilme für TVP Kultura) tätig. Seine filmische Ausbildung erhielt er bei Daniel Szczechura. Für seine Leistungen wurde er mehrfach ausgezeichnet. Kokoryn lebt in Bielsko-Biała.
Kokoryns Gemälde stellen ein Objekt, einen Ort oder eine Handlung dar. Mit ausdrucksstarken und intensiven Farben werden Situationen in einen inhaltlichen Rahmen eingefügt; die Betrachtungsweise ist von Humor und Kontrasten geprägt. Seine Werke erheben nicht den Anspruch auf realistische Darstellung, sie zeigen ein Interesse an ungewöhnlichen Motiven, die  mit einer heimeligen Atmosphäre und Wärme dargestellt werden.